# Euglossa tridentata
Euglossa tridentata är en biart som beskrevs av Jesus Santiago Moure 1970. Euglossa tridentata ingår i släktet Euglossa, tribus orkidébin, och familjen långtungebin. Inga underarter finns listade.

## Bildgalleri

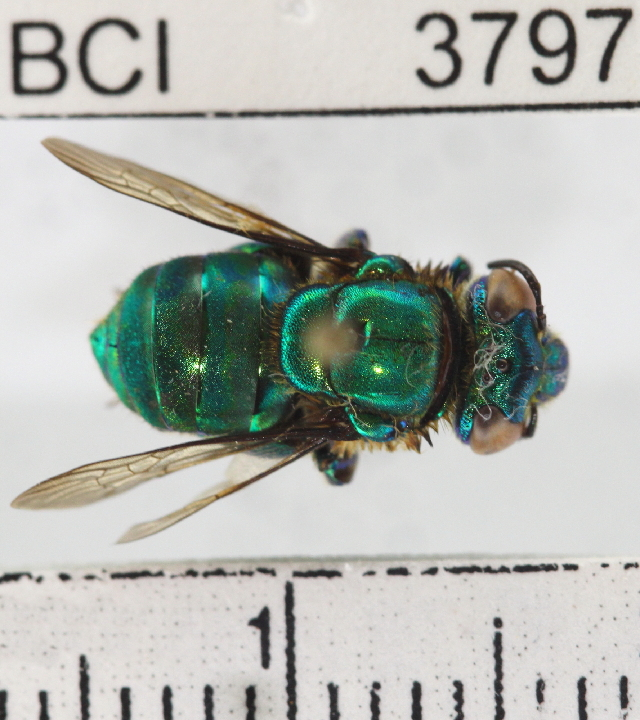